# Nintendo 3DS
De Nintendo 3DS (N3DS of 3DS) is een handheld, geproduceerd door Nintendo en is de officiële opvolger van de Nintendo DS. Tijdens de E3 van 2010 in Los Angeles werd de Nintendo 3DS officieel voorgesteld aan het grote publiek. De 3DS volgt de Nintendo DS op, heeft achterwaartse compatibiliteit met DS en DSi spellen en concurreert met de Playstation Vita.
De Nintendo 3DS hanteert 3D-effecten zonder het gebruik van een speciale bril. Er kunnen bepaalde 3D-films op afgespeeld worden en er kan met de twee camera's aan de voorkant (drie camera's in totaal, ook één boven het bovenste scherm) 3D-foto's en 3D-video's worden gemaakt. Men kan er ook mee browsen op het internet. De slagzin van de Nintendo 3DS is: Take A Look Inside.
Er zijn verschillende nieuwe ontwerpen uitgebracht van de 3DS: de Nintendo 3DS XL, een groter model, voor het eerst uitgebracht in Japan en Europa in juli 2012, met een 90% groter scherm, een "entry-levelversie" van de console, de Nintendo 2DS, met een vaste slate-form factor en zonder 3D-functie, uitgebracht op de westerse markt in oktober 2013, en de New Nintendo 3DS (en XL), voorzien van een krachtigere processor, een tweede analoge stick genaamd de C-Stick, extra knoppen en andere veranderingen, voor het eerst uitgebracht in Japan in oktober 2014. Op 31 maart 2016 waren de verschillende 3DS-versies al 58,85 miljoen verkocht.

## Geschiedenis
De 3DS werd in Japan uitgebracht op 26 februari 2011, in Europa op 25 maart 2011 en in Noord-Amerika op 27 maart 2011.
Op 12 augustus 2011 werd de Europese adviesprijs verlaagd. De exacte prijs wordt nog steeds door de verkopers bepaald. Nintendo hoopt met deze lagere prijs een groter publiek aan te spreken. Degenen die voor de prijsdaling de 3DS hebben gekocht, hebben 10 Nintendo Entertainment System- en 10 Game Boy Advance-spellen gekregen via het ambassadeursprogramma.

## Specificaties
De Nintendo 3DS is gebaseerd op een zelfontworpen PICA200 grafische processor van een Japanse start-up Digital Media Professionals (DMP). Hij heeft twee schermen; het bovenste scherm is een 90 mm 5:3 3D-scherm met een resolutie van 800×240 pixels (400×240 pixels per oog, WQVGA) dat een autostereoscopisch driedimensionaal effect kan produceren (zonder een 3D-bril) met een parallax barrier scherm, het onderste scherm is een 77 mm 4:3 non-3D resistieve aanraakscherm met een resolutie van 320×240 pixels (QVGA). De 3DS weegt ongeveer 230 gram, en wanneer hij is dichtgeklapt, is hij 134 mm lang, 74 mm breed, en 21 mm dik.
Het systeem heeft een aantal verschillende toevoegingen aan het ontwerp ten opzichte van de originele DS, namelijk een schuifknop aan de zijkant van het apparaat dat de sterkte van het 3D-effect aanpast, een ronde analoge stick genaamd het "Circle Pad", een accelerometer, en een gyroscoop. De 3DS heeft twee camera's aan de achterkant van het apparaat, die de mogelijkheid hebben om 3D-foto's te nemen, en een camera net boven het bovenste scherm in het apparaat, richting het gezicht van de speler, die 2D-foto's en video's kan maken; alle camera's hebben een resolutie van 640×480 pixels (0.3 megapixels). Het systeem zal een 2.4 GHz 802.11 wifiverbinding met verbeterde beveiliging WPA2 ondersteunen. Bij het systeem wordt een houder geleverd, die gebruikt kan worden als een oplader, en kan zorgen voor snellere downloads en uploads via de infrarood-poort.
Het medium voor de spellen van de Nintendo 3DS, de Nintendo 3DS Game Cards, kunnen tot 4GB aan speldata vasthouden, ze lijken bijna precies hetzelfde als degene van de huidige DS. Er is echter een verschil, aan de zijkant van het opslagmedium is een klein uitsteekseltje, dat ervoor zorgt dat de 3DS Game Cards niet in een Nintendo DS gestoken kunnen worden.
Spelontwikkelaar THQ concludeert dat de Nintendo 3DS gekenmerkt wordt door een geavanceerde anti-piraterij technologie waarvan Nintendo van mening is om de video game-piraterij drastisch te verminderen, aangezien piraterij de handheld markt al had beschadigd door de verspreiding van goedkope flashgeheugen en de stijging van de bestandsdeling.

## Mogelijkheden op de Nintendo 3DS

### Dagboek
Het Dagboek houdt zowel gameplay bij, hij geeft aan welke spellen zijn gespeeld en voor hoelang, als lichamelijke activiteiten, hij telt hoeveel stappen er zijn gezet tijdens het dragen van een 3DS. Door veel te lopen met de 3DS op zak, kunnen er Speelmunten worden verdiend, die gebruikt kunnen worden met ondersteunde spellen en programma's om speciale content en een aantal andere voordelen te verdienen. Speelmunten kunnen niet worden gebruikt in de Nintendo eShop.

### AR-Games: Aangevulde realiteit

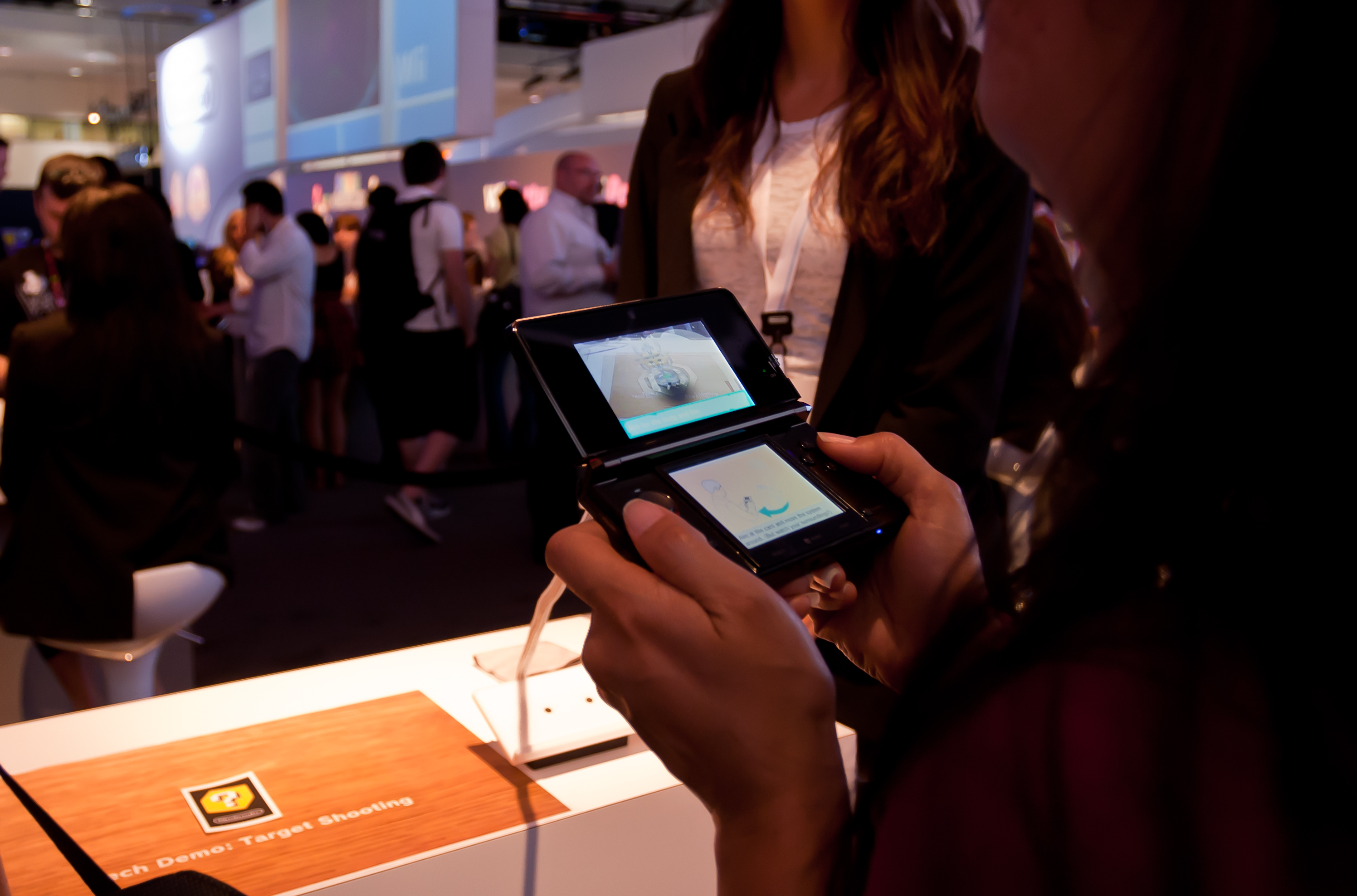
"Schietwedstrijd" augmented reality tech demo tijdens E3 2010

Op het systeem zijn standaard al een aantal AR-games geïnstalleerd met 6 papieren kaarten die met de spellen op elkaar inwerken. Het definitieve ontwerp werd ook onthuld tijdens dit evenement.

### YouTube
Sinds 2013 is het mogelijk om in de Nintendo Eshop een YouTube applicatie te downloaden. Het is niet mogelijk om video's in 3D te kijken, met de New 3DS is dat wel mogelijk via de Internetbrowser. Op de originele 3DS is de Youtube aplicatie stopgezet.

### Ondersteuning voor oudere software
Naast zijn eigen software, ondersteunt de Nintendo 3DS ook Nintendo DS-software, inclusief DSi-software. Echter biedt de Nintendo 3DS, net zoals de Nintendo DSi, geen ondersteuning voor DS-software die gebruikmaken van de Game Boy Advance-poort. Nintendo DS en DSi-software kunnen niet worden afgespeeld met de 3D-functies op de 3DS. De originele DS-resoluties zijn geschaald en vergroot door het feit dat de resoluties van de 3DS-schermen groter zijn dan die van de DS. Er is echter ook een mogelijkheid om de spellen op een standaard resolutie te spelen, door START of SELECT in te drukken tijdens het opstarten van de DS-software.

### 3DS Berichtenservice
De Nintendo 3DS biedt ook ondersteuning voor een nieuw berichtensysteem. Door deze service kunnen gebruikers berichten ontvangen van Nintendo en/of ondersteunende software. De Nintendo 3DS-gebruiker wordt ervan op de hoogte gehouden als er een nieuw bericht verschijnt door een van de led-lampjes op het systeem.

### Virtual Console-service
Tijdens een persconferentie op 29 september 2010 bij Nintendo of Japan werd aangekondigd dat de 3DS een Virtual Console-service zou krijgen met Game Boy-spellen, Game Boy Color-spellen, NES 8-bit-spellen en "klassieke" spellen in 3D. Tijdens de GDC van 2011 kondigde Nintendo aan dat er ook TurboGrafx 16, en Game Gear-spellen beschikbaar zouden worden gesteld voor Virtual Console. Aanschaffingen kunnen worden gemaakt door de Nintendo eShop, die gebruikmaakt van een op geld gebaseerd systeem in plaats van een op punten gebaseerd systeem dat gebruikt werd voor de Wii en DSi. De eShop werd toegevoegd door een systeemupdate op 7 juni 2011.

### StreetPass en SpotPass-modus
Het systeem ondersteunt meerdere spelers via een lokale draadloze verbinding of via het internet. De Nintendo 3DS beschikt over een verbinding op de achtergrond die "altijd aanstaat", handelsmerken stelden voor om deze functie "CrossPass" te noemen, die automatisch draadloze netwerken kan detecteren en automatisch kan verbinden met verbindingspunten zoals een wifihotspot, waardoor er informatie kan worden verzonden en gedownload kunnen worden op de achtergrond, terwijl het systeem op de slaapstand staat of tijdens het spelen van een spel. In Nintendo's conferentie op 29 september werden de westerse namen van de CrossPass Tag Mode-service aangekondigd, namelijk StreetPass en SpotPass, waarbij SpotPass de mogelijkheid voor de 3DS is om wifisignalen te zoeken en automatisch inhoud te downloaden in de slaapstand en StreetPass de passieve verbindingsvorm is tussen 3DS-systemen van gebruikers, een voorbeeld hiervan is het delen van Mii-avatars.
Tijdens het Game Developers Conference van 2011, kondigde de voorzitter van Nintendo of America, Reggie Fils-Aime, aan dat Nintendo ging samenwerken met AT&T om gratis toegang tot AT&T-verbindingspunten via de Nintendo 3DS te bieden. Gebruikers kunnen met deze hotspots in eind mei verbinden.
Met de verbinding op de achtergrond kunnen gebruikers softwarebestanden uitwisselen, ongeacht welk besturingssysteem zich dan momenteel bevindt in het systeem. Gedeelde inhoud wordt opgeslagen in een "datasleuf" van het systeem. Met deze datasleuf, kunnen Nintendo 3DS-gebruikers als ze verbonden zijn gemakkelijk bestanden opslaan en delen voor meerdere spellen tegelijk, zelfs als ze een spel spelen dat niet verwant is. Met de verbinding van de 3DS op de achtergrond, kan een Nintendo 3DS in StreetPass-modus automatisch andere 3DS-eenheden ontdekken binnen een bepaalde afstand, een verbinding aanmaken, en inhoud uitwisselen voor wederzijds gespeelde spellen, alles zonder er iets van te merken en zonder dat de gebruiker er iets voor hoeft te doen, zelfs als de console op slaapstand staat. Bijvoorbeeld, een gebruiker heeft het spel Super Street Fighter IV: 3D Edition, zodra hij iemand passeert met dezelfde software, zal er een strijd plaatsvinden waarbij er trofeeën worden verzameld van de andere speler.
Deze functie kan worden aangepast aan de voorkeuren van de gebruiker, inclusief het geheel uitschakelen van de functie voor de geselecteerde software. Een programma dat "automatisch artikelen van tijdschriften en krantenartikelen kan verkrijgen" wordt overwogen, vergelijkbaar met netwerk e-book-reader toepassingen. De andere verbeteringen van de online-functies gaan over hoe Vriendcodes zijn toegepast, er is maar één code nodig voor iedere spelcomputer, want de DS en Wii beschikten over individuele Vriendcodes die nodig waren voor iedere software.

### Video's
Met het systeem is het ook mogelijk om 3D-films en video's af te spelen. Nintendo heeft gehandeld met Warner Bros, Disney, en DreamWorks om 3D-films te leveren. Hoewel er nog geen titels bekend zijn gemaakt, werden er trailers van DreamWorks's Hoe tem je een draak, Warner Bros's Legend of the Guardians: The Owls of Ga'Hoole en "The green latern trailer", en Disneys film Tangled vertoond op de 3DS tijdens de E3 Expo. Op 29 september 2010 kondigde Nintendo of Japan aan dat ze gingen samenwerken met Fuji TV en andere Japanse zenders om gratis 3D-video's aan Japanse Nintendo 3DS-gebruikers te versturen. Op 19 januari 2011 kondigde Nintendo of Europe tijdens hun persconferentie aan dat ze zullen samenwerken met Eurosport en Sky 3D om digitale inhoud naar de Nintendo 3DS te brengen op een later tijdstip in 2011. Richard Goleszowski zal ook exclusieve 3D-afleveringen van Shaun het Schaap uitgeven op de Europese Nintendo 3DS-markt aan het eind van het jaar. Tijdens het 2011 Game Developers Conference, kondigde de voorzitter van Nintendo of America, Reggie Fils-Aime, aan dat de Nintendo 3DS live streaming zou ondersteunen van Netflix. Tijdens dezelfde conferentie, kondigde Nintendo een videodienst aan waarin korte filmjes te zien zullen zijn voor de Nintendo 3DS. Dit kanaal zal een breed scala aan video's bieden, van komedie tot muziek, die allemaal samengesteld zijn door Nintendo. De Nintendo 3DS-systemen in Noord-Amerika zullen, als deel van een systeemupdate, de 3D-versie van de muziekvideo voor "White Knuckles" van OK Go ontvangen.

### Nintendo-brievenbus
Met deze applicatie kan de gebruiker van het Nintendo 3DS systeem zelfgeschreven berichtjes of tekeningen naar vrienden op de Nintendo 3DS verzenden.
De applicatie Nintendo Brievenbus is op vrijdag 1 november 2013 om 15:00 stopgezet omdat gebruikers privégegevens naar elkaar toe stuurden.

### Internetbrowser
Nintendo heeft op 7 juni 2011 een update uitgevoerd voor de 3DS waarbij de internetbrowser en de Nintendo eShop beschikbaar werden gemaakt. De browser heeft toegang hebben tot WEP en WPA/WPA2 access points (toegangspunten).
De Nintendo 3DS-browser heeft de volgende functionaliteit:
- Informatie en media bekijken op websites.
- Sociale netwerken bezoeken.
- Foto's die met een 3DS zijn gemaakt en op een webpagina zijn geplaatst in 3D weergeven.
- Afbeeldingen op webpagina's opslaan in de 3DS Camera-software.
- Foto's uploaden naar webpagina's die uploadfunctionaliteit bieden, zoals Facebook.
- Opslaan van webadressen in de Favorieten.
- Zoekopdrachten uitvoeren met Google of Yahoo.

Omdat de browser geen plug-ins (zoals Adobe Flash Player) ondersteunt is het niet mogelijk om bijvoorbeeld video's in de browser te bekijken. De New 3DS ondersteunt het afspelen van HTML5-video's in 2D en 3D.

### Mii
Mii's zijn ook beschikbaar op het systeem. De 3DS beschikt over een Mii Maker die personages van vanuit de Wii kan importeren, omgekeerd is het niet mogelijk in verband met de extra personageonderdelen. Er kunnen ook Mii's gemaakt worden met behulp van de internetcamera's. Mii's kunnen ook worden herkend door speciale QR-codes vast te leggen met een van de camera's. Er is ook een StreetPass Mii-park  om alle Mii's van spelers in op te slaan die verzameld zijn in de StreetPass-modus. Mii Maker verschijnt ook op de Wii U.

### Vriendenlijst
De Nintendo 3DS heeft ook een Vriendenlijst. Bij de Nintendo DS moest men bij elk spel een andere vriendcode invoeren. Bij de Nintendo 3DS hoeft dat niet, daar is slechts één vriendcode nodig om verbinding te kunnen maken in andere spellen. Bij Geregistreerde vrienden wordt het Status bericht, Het Mii-Personage, De favoriete software verzonden. Als er een vriend online komt zal het berichtlampje 5 seconden lang oranje knipperen, als de speler naar het Home menu gaat zal er een melding verschijnen met de tekst: er is een vriend online gekomen, ook zal er in het scherm van de vriendenlijst het visitekaartje van de persoon op het touchscreen voor de offline vrienden staan, op het bovenste scherm staat als de vriend online is welke software hij/zij gebruikt. Als de speler Nintendo DS(i) Software gebruikt zal hij/zij niet online zijn in de vriendenlijst.

## Games
Per Q1 2020 zijn er 1341 verschillende games beschikbaar.
De volgende games zijn exclusief beschikbaar voor de New 3DS:
- Xenoblade Chronicles
- Binding of Isaac: Rebirth
- Fire Emblem Warriors
- Wind-up Knight 2
- Runbow Pocket
- Futuridum EP Deluxe
- BlockForm
- Pixel Hunter
- Lifespeed (eShop exclusief)
- Pinball Hall of Fame
- Dragon Fang (Japan exclusief)
- forma.8
- Minecraft: New Nintendo 3DS Edition
- SNES Virtual Console Games.

Voor een totaaloverzicht van alle 3DS games zie: Lijst van Nintendo 3DS-spellen

## Vergelijking van Nintendo 3DS systemen
| Naam                           | Nintendo 3DS | Nintendo 3DS XL | Nintendo 2DS | New Nintendo 3DS | New Nintendo 3DS XL | New Nintendo 2DS XL |
| Logo                           | | | | | | |
| ------------------------------ | --- | --- | --- | --- | --- | --- |
| Console                        | Nintendo 3DS | Nintendo 3DS XL | Nintendo 2DS | New Nintendo 3DS | New Nintendo 3DS XL | New Nintendo 2DS XL |
| Model                          | CTR-001 | SPR-001 | FTR-001 | KTR-001 | RED-001 | JAN-001 |
| Generatie                      | Achtste generatie | Achtste generatie | Achtste generatie | Achtste generatie | Achtste generatie | Achtste generatie |
| Releasedatum                   | JP: 26 februari 2011 EU: 25 maart 2011 NA: 27 maart 2011 AU: 31 maart 2011 | JP: 28 juli 2012 EU: 28 2012 NA: augustus 2012 AU: 23 augustus 2012 | JP: 27 februari 2016 EU: 12 oktober 2013 NA: 12 oktober 2013 AU: 12 oktober 2013 | JP: 11 oktober 2014 EU: 6 januari 2015 (ambassador-editie) EU: 13 februari 2015 NA: 25 september 2015 AU: 21 november 2014 | JP: 15 februari 2015 EU: 15 februari 2015 NA: 13 februari 2015 AU: 15 februari 2015 | JP: 13 juli 2017 EU: 28 juli 2017 NA: 28 juli 2017 AU: 15 juni 2017 |
| Einde productie                | 2014 | 2015 | Q3 2019 | Per 13 juli 2017 | Per 25 juli 2019 | Q1 2020 |
| Apparaten verkocht             | Wereldwijd: 75,94 miljoen (31 december 2020) | Wereldwijd: 75,94 miljoen (31 december 2020) | Wereldwijd: 75,94 miljoen (31 december 2020) | Wereldwijd: 75,94 miljoen (31 december 2020) | Wereldwijd: 75,94 miljoen (31 december 2020) | Wereldwijd: 75,94 miljoen (31 december 2020) |
| Bestverkopende game            | Mario Kart 7, 15,20 miljoen (op 31 maart 2020) | Mario Kart 7, 15,20 miljoen (op 31 maart 2020) | Mario Kart 7, 15,20 miljoen (op 31 maart 2020) | Mario Kart 7, 15,20 miljoen (op 31 maart 2020) | Mario Kart 7, 15,20 miljoen (op 31 maart 2020) | Mario Kart 7, 15,20 miljoen (op 31 maart 2020) |
| 3D-ondersteuning               | Ja (verstelbare diepte) | Ja (verstelbare diepte) | Nee | Ja (verstelbare diepte met Super Stable 3D, gebaseerd op LIDAR) | Ja (verstelbare diepte met Super Stable 3D, gebaseerd op LIDAR) | Nee |
| Beeldscherm boven              | 90 mm LCD 800 × 240 pixels Autostereoscopisch | 124 mm LCD 800 × 240 pixels Autostereoscopisch | 90 mm LCD 800 × 240 pixels | 99 mm IPS 800 × 240 pixels Autostereoscopisch | 124 mm IPS 800 × 240 pixels Autostereoscopisch | 124 mm IPS 800 × 240 pixels |
| Beeldscherm onder              | 320 × 240 QVGA | 320 × 240 QVGA | 320 × 240 QVGA | 320 × 240 QVGA | 320 × 240 QVGA | 320 × 240 QVGA |
| Kleuren                        | ongeveer 16,77 miljoen kleuren | ongeveer 16,77 miljoen kleuren | ongeveer 16,77 miljoen kleuren | ongeveer 16,77 miljoen kleuren | ongeveer 16,77 miljoen kleuren | ongeveer 16,77 miljoen kleuren |
| Helderheid                     | 5 niveaus van helderheid | 5 niveaus van helderheid | 5 niveaus van helderheid | 5 niveaus van helderheid met automatisch aanpasbaar | 5 niveaus van helderheid met automatisch aanpasbaar | 5 niveaus van helderheid met automatisch aanpasbaar |
| Processor                      | 268 MHz dual-core ARM11 MPCore / ARM946 134 MHz (134,055,927.9 ± 2−32 Hz), | 268 MHz dual-core ARM11 MPCore / ARM946 134 MHz (134,055,927.9 ± 2−32 Hz), | 268 MHz dual-core ARM11 MPCore / ARM946 134 MHz (134,055,927.9 ± 2−32 Hz), | 804 MHz quad-core ARM11 MPCore / ARM946 134 MHz (134,055,927.9 ± 2−32 Hz), | 804 MHz quad-core ARM11 MPCore / ARM946 134 MHz (134,055,927.9 ± 2−32 Hz), | 804 MHz quad-core ARM11 MPCore / ARM946 134 MHz (134,055,927.9 ± 2−32 Hz), |
| GPU                            | 268 MHz Digital Media Professionals PICA200 | 268 MHz Digital Media Professionals PICA200 | 268 MHz Digital Media Professionals PICA200 | 268 MHz Digital Media Professionals PICA200 | 268 MHz Digital Media Professionals PICA200 | 268 MHz Digital Media Professionals PICA200 |
| Geheugen                       | 2x64MB Fujitsu MB82M8080-07L @ 3.2GB/s (32 MB gereserveerd voor OS) | 2x64MB Fujitsu MB82DBS16641 @ 3.2GB/s (32 MB gereserveerd voor OS) | 2x64MB Fujitsu MB82DBS16641 @ 3.2GB/s (32 MB gereserveerd voor OS) | 2x64MB Fujitsu MB82MK9A9A @ 4GB/s (32 MB gereserveerd voor OS) | 2x64MB Fujitsu MB82MK9A9A @ 4GB/s (32 MB gereserveerd voor OS) | 2x64MB Fujitsu MB82MK9A9A @ 4GB/s (32 MB gereserveerd voor OS) |
| Wi-Fi                          | Atheros AR6014 | Atheros AR6014 | Atheros AR6014 | Atheros AR6014G-AL1C | Atheros AR6014G-AL1C | Atheros AR6014G-AL1C |
| Camera                         | Eén naar voren gerichte en twee naar buiten gerichte 0,3-MP (VGA)-camera's | Eén naar voren gerichte en twee naar buiten gerichte 0,3-MP (VGA)-camera's | Eén naar voren gerichte en twee naar buiten gerichte 0,3-MP (VGA)-camera's | Eén naar voren gerichte en twee naar buiten gerichte 0,3-MP (VGA)-camera's | Eén naar voren gerichte en twee naar buiten gerichte 0,3-MP (VGA)-camera's | Eén naar voren gerichte en twee naar buiten gerichte 0,3-MP (VGA)-camera's |
| Interne opslag                 | Toshiba THGBM2G3P1FBAI8 1GB | Toshiba THGBM2G3P1FBAI8 1GB | Toshiba THGBM2G3P1FBAI8 1GB | Samsung KLM4G1YEQC 4GB (in 1.3GiB SLC mode) of Toshiba THGBMBG4P1KBAIT 2GB (MLC, ongeveer 1.8GiB bruikbaar) | Samsung KLM4G1YEQC 4GB (in 1.3GiB SLC mode) of Toshiba THGBMBG4P1KBAIT 2GB (MLC, ongeveer 1.8GiB bruikbaar) | Samsung KLM4G1FEPD 4GB |
| SD-kaart                       | 4 GB SD-kaart inbegrepen | 4 GB SD-kaart inbegrepen | 4 GB SD-kaart inbegrepen | 4 GB Micro SD-kaart inbegrepen | 4 GB Micro SD-kaart inbegrepen | 4 GB Micro SD-kaart inbegrepen |
| Fysieke media                  | Nintendo 3DS gamekaart (1-8 GB) of Nintendo DS gamekaart (8-512 MB) | Nintendo 3DS gamekaart (1-8 GB) of Nintendo DS gamekaart (8-512 MB) | Nintendo 3DS gamekaart (1-8 GB) of Nintendo DS gamekaart (8-512 MB) | Nintendo 3DS gamekaart (1-8 GB) of Nintendo DS gamekaart (8-512 MB) | Nintendo 3DS gamekaart (1-8 GB) of Nintendo DS gamekaart (8-512 MB) | Nintendo 3DS gamekaart (1-8 GB) of Nintendo DS gamekaart (8-512 MB) |
| Besturing                      | - D-pad - Circle Pad (2× met uitbreiding) - A/B/X/Y, L/R, en START/SELECT buttons (ZL/ZR buttons met uitbreiding) - Thuisknop - Aanraakscherm - Microfoon - Camera - Draadloze schakelaar (alleen op 3DS en 3DS XL) - Motion sensor - Gyro sensor | - D-pad - Circle Pad (2× met uitbreiding) - A/B/X/Y, L/R, en START/SELECT buttons (ZL/ZR buttons met uitbreiding) - Thuisknop - Aanraakscherm - Microfoon - Camera - Draadloze schakelaar (alleen op 3DS en 3DS XL) - Motion sensor - Gyro sensor | - D-pad - Circle Pad (2× met uitbreiding) - A/B/X/Y, L/R, en START/SELECT buttons (ZL/ZR buttons met uitbreiding) - Thuisknop - Aanraakscherm - Microfoon - Camera - Draadloze schakelaar (alleen op 3DS en 3DS XL) - Motion sensor - Gyro sensor | - D-pad - 2x Circle Pad - A/B/X/Y, L/R, ZL/ZR en START/SELECT buttons - Thuisknop - Aanraakscherm - Microfoon - Camera - Draadloze schakelaar (alleen op 3DS en 3DS XL) - Motion sensor - Gyro sensor | - D-pad - 2x Circle Pad - A/B/X/Y, L/R, ZL/ZR en START/SELECT buttons - Thuisknop - Aanraakscherm - Microfoon - Camera - Draadloze schakelaar (alleen op 3DS en 3DS XL) - Motion sensor - Gyro sensor | - D-pad - 2x Circle Pad - A/B/X/Y, L/R, ZL/ZR en START/SELECT buttons - Thuisknop - Aanraakscherm - Microfoon - Camera - Draadloze schakelaar (alleen op 3DS en 3DS XL) - Motion sensor - Gyro sensor |
| Batterij                       | 1300 mAh lithium-ionbatterij - 3–5 uur - 5–8 uur met DS-compatibiliteitsmodus | 1750 mAh lithium-ionbatterij - 3,5–6,5 uur - 6–10 uur met DS-compatibiliteitsmodus | 1300 mAh lithium-ionbatterij - 3,5–5,5 uur - 5–9 uur met DS-compatibiliteitsmodus | 1400 mAh lithium-ionbatterij - 3,5–6 uur - 6,5–10,5 uur met DS-compatibiliteitsmodus | 1700 mAh lithium-ionbatterij - 3,5–7 uur - 7–12 uur met DS-compatibiliteitsmodus | 1400 mAh lithium-ionbatterij - 3,5–6 uur - 5–9 uur met DS-compatibiliteitsmodus |
| Connectiviteit                 | - Geïntegreerde 2.4 GHz 802.11b/g Wi-Fi - IR-ontvanger | - Geïntegreerde 2.4 GHz 802.11b/g Wi-Fi - IR-ontvanger | - Geïntegreerde 2.4 GHz 802.11b/g Wi-Fi - IR-ontvanger | - Geïntegreerde 2.4 GHz 802.11b/g/n Wi-Fi - IR-ontvanger | - Geïntegreerde 2.4 GHz 802.11b/g/n Wi-Fi - IR-ontvanger | - Geïntegreerde 2.4 GHz 802.11b/g/n Wi-Fi - IR-ontvanger |
| Pen                            | Uitbreidbaar tot 100 mm lang | 96 mm lang | 96 mm lang | 76,5 mm lang | 86 mm lang | 69 mm lang |
| Gewicht                        | 235 gram | 336 gram | 260 gram | 253 gram | 329 gram | 260 gram |
| Afmeting                       | 134 mm breed 74 mm lang 22 mm dik | 156 mm breed 93 mm lang 22 mm dik | 144 mm breed 127 mm lang 20,3 mm dik | 142 mm breed 80,6 mm lang 21,6 mm dik | 160 mm breed 93,5 mm lang 21,5 mm dik | 159,36 mm breed 86,36 mm lang 20,8 mm dik |
| Online diensten                | Nintendo Network - Nintendo eShop - Miiverse - Nintendo Video - Nintendo Brievenbus (Nintendo Letter Box in de PAL-regio) - StreetPass - StreetPass Mii Plaza (lokaal en online) - SpotPass - Internet Browser | Nintendo Network - Nintendo eShop - Miiverse - Nintendo Video - Nintendo Brievenbus (Nintendo Letter Box in de PAL-regio) - StreetPass - StreetPass Mii Plaza (lokaal en online) - SpotPass - Internet Browser | Nintendo Network - Nintendo eShop - Miiverse - Nintendo Video - Nintendo Brievenbus (Nintendo Letter Box in de PAL-regio) - StreetPass - StreetPass Mii Plaza (lokaal en online) - SpotPass - Internet Browser | Nintendo Network - Nintendo eShop - Miiverse - Nintendo Video - Nintendo Brievenbus (Nintendo Letter Box in de PAL-regio) - StreetPass - StreetPass Mii Plaza (lokaal en online) - SpotPass - Internet Browser | Nintendo Network - Nintendo eShop - Miiverse - Nintendo Video - Nintendo Brievenbus (Nintendo Letter Box in de PAL-regio) - StreetPass - StreetPass Mii Plaza (lokaal en online) - SpotPass - Internet Browser | Nintendo Network - Nintendo eShop - Miiverse - Nintendo Video - Nintendo Brievenbus (Nintendo Letter Box in de PAL-regio) - StreetPass - StreetPass Mii Plaza (lokaal en online) - SpotPass - Internet Browser |
| Voorgeïnstalleerde applicaties | - Health & Safety Information - Nintendo 3DS/ DS Gamekaart launcher - Nintendo 3DS Camera (foto's en video-opname en -bewerking) - Nintendo 3DS Sound - Nintendo eShop - Mii Maker - StreetPass Mii Plaza - AR Games - Gezichtenjacht - Dagboek (logboek van activiteiten) - Nintendo Zone (Alleen beschikbaar na bezoek Nintendo Zone) - Nintendo Video - Nintendo Brievenbus (Nintendo Letter Box in de PAL-regio) - Eurosport (alleen in de PAL regio) - Netflix (met betaald abonnement) - YouTube - 3DS/DS Download Play - Systeeminstellingen - Spelnotities - Vriendenlijst - Notificaties - Miiverse - Internet Browser | - Health & Safety Information - Nintendo 3DS/ DS Gamekaart launcher - Nintendo 3DS Camera (foto's en video-opname en -bewerking) - Nintendo 3DS Sound - Nintendo eShop - Mii Maker - StreetPass Mii Plaza - AR Games - Gezichtenjacht - Dagboek (logboek van activiteiten) - Nintendo Zone (Alleen beschikbaar na bezoek Nintendo Zone) - Nintendo Video - Nintendo Brievenbus (Nintendo Letter Box in de PAL-regio) - Eurosport (alleen in de PAL regio) - Netflix (met betaald abonnement) - YouTube - 3DS/DS Download Play - Systeeminstellingen - Spelnotities - Vriendenlijst - Notificaties - Miiverse - Internet Browser | - Health & Safety Information - Nintendo 3DS/ DS Gamekaart launcher - Nintendo 3DS Camera (foto's en video-opname en -bewerking) - Nintendo 3DS Sound - Nintendo eShop - Mii Maker - StreetPass Mii Plaza - AR Games - Gezichtenjacht - Dagboek (logboek van activiteiten) - Nintendo Zone (Alleen beschikbaar na bezoek Nintendo Zone) - Nintendo Video - Nintendo Brievenbus (Nintendo Letter Box in de PAL-regio) - Eurosport (alleen in de PAL regio) - Netflix (met betaald abonnement) - YouTube - 3DS/DS Download Play - Systeeminstellingen - Spelnotities - Vriendenlijst - Notificaties - Miiverse - Internet Browser | - Health & Safety Information - Nintendo 3DS/ DS Gamekaart launcher - Nintendo 3DS Camera (foto's en video-opname en -bewerking) - Nintendo 3DS Sound - Nintendo eShop - Mii Maker - StreetPass Mii Plaza - AR Games - Gezichtenjacht - Dagboek (logboek van activiteiten) - Nintendo Zone (Alleen beschikbaar na bezoek Nintendo Zone) - Nintendo Video - Nintendo Brievenbus (Nintendo Letter Box in de PAL-regio) - Eurosport (alleen in de PAL regio) - Netflix (met betaald abonnement) - YouTube - 3DS/DS Download Play - Systeeminstellingen - Spelnotities - Vriendenlijst - Notificaties - Miiverse - Internet Browser | - Health & Safety Information - Nintendo 3DS/ DS Gamekaart launcher - Nintendo 3DS Camera (foto's en video-opname en -bewerking) - Nintendo 3DS Sound - Nintendo eShop - Mii Maker - StreetPass Mii Plaza - AR Games - Gezichtenjacht - Dagboek (logboek van activiteiten) - Nintendo Zone (Alleen beschikbaar na bezoek Nintendo Zone) - Nintendo Video - Nintendo Brievenbus (Nintendo Letter Box in de PAL-regio) - Eurosport (alleen in de PAL regio) - Netflix (met betaald abonnement) - YouTube - 3DS/DS Download Play - Systeeminstellingen - Spelnotities - Vriendenlijst - Notificaties - Miiverse - Internet Browser | - Health & Safety Information - Nintendo 3DS/ DS Gamekaart launcher - Nintendo 3DS Camera (foto's en video-opname en -bewerking) - Nintendo 3DS Sound - Nintendo eShop - Mii Maker - StreetPass Mii Plaza - AR Games - Gezichtenjacht - Dagboek (logboek van activiteiten) - Nintendo Zone (Alleen beschikbaar na bezoek Nintendo Zone) - Nintendo Video - Nintendo Brievenbus (Nintendo Letter Box in de PAL-regio) - Eurosport (alleen in de PAL regio) - Netflix (met betaald abonnement) - YouTube - 3DS/DS Download Play - Systeeminstellingen - Spelnotities - Vriendenlijst - Notificaties - Miiverse - Internet Browser |
| Regiovrij                      | Nee | Nee | | | | |
| Backward compatibility         | Nintendo gamekaarten Nintendo DS gamekaart Alleen downloadbaar - DSiWare - Virtual Console - Game Boy - Game Boy Color - Game Boy Advance (alleen voor Nintendo 3DS Ambassadors) - Sega Game Gear - Nintendo Entertainment System | Nintendo gamekaarten Nintendo DS gamekaart Alleen downloadbaar - DSiWare - Virtual Console - Game Boy - Game Boy Color - Game Boy Advance (alleen voor Nintendo 3DS Ambassadors) - Sega Game Gear - Nintendo Entertainment System | Nintendo gamekaarten Nintendo DS gamekaart Alleen downloadbaar - DSiWare - Virtual Console - Game Boy - Game Boy Color - Game Boy Advance (alleen voor Nintendo 3DS Ambassadors) - Sega Game Gear - Nintendo Entertainment System | Nintendo gamekaarten Nintendo DS gamekaart Alleen downloadbaar - DSiWare - Virtual Console - Game Boy - Game Boy Color - Game Boy Advance (alleen voor Nintendo 3DS Ambassadors) - Sega Game Gear - Nintendo Entertainment System - Super Nintendo Entertainment System | Nintendo gamekaarten Nintendo DS gamekaart Alleen downloadbaar - DSiWare - Virtual Console - Game Boy - Game Boy Color - Game Boy Advance (alleen voor Nintendo 3DS Ambassadors) - Sega Game Gear - Nintendo Entertainment System - Super Nintendo Entertainment System | Nintendo gamekaarten Nintendo DS gamekaart Alleen downloadbaar - DSiWare - Virtual Console - Game Boy - Game Boy Color - Game Boy Advance (alleen voor Nintendo 3DS Ambassadors) - Sega Game Gear - Nintendo Entertainment System - Super Nintendo Entertainment System |

## Kleuren

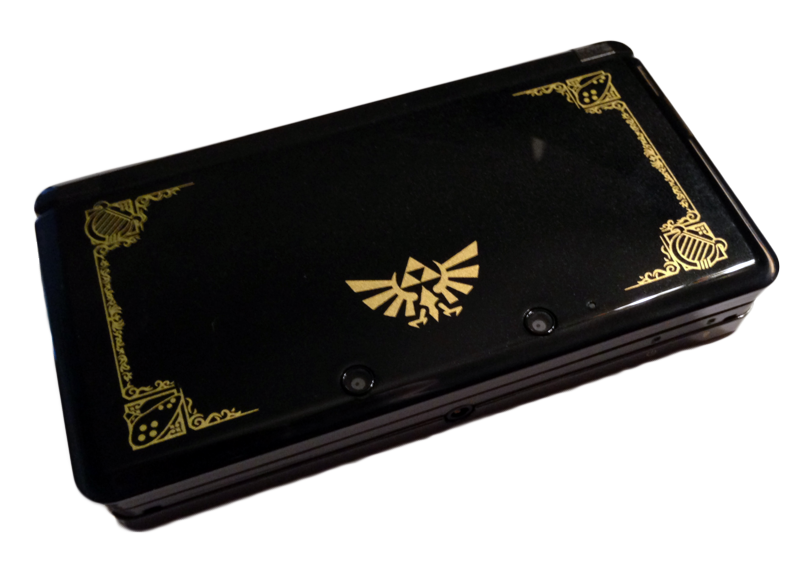
Zelda Limited Edition

De 3DS is verkrijgbaar in verschillende kleuren:
- Aqua Blue (turquoise)
- Cosmos Black (zwart)
- Flame Red (felrood)
- Pearl Pink (Coral Pink in het Verenigd Koninkrijk en de Verenigde Staten, Misty Pink in Japan) (koraalroze)
- Ice White (wit)
- Cobalt Blue (kobaltblauw)
- Midnight Purple (paars)
- Shimmer Pink (glinsterend roze)
- Cerulean Blue (ceruleumblauw)

Daarnaast zijn er nog Limited Editions verkrijgbaar:
- Zelda Limited Edition
- Monster Hunter Tri (Lente 2013. Was beschikbaar met Monster Hunter 3G, een remake van Monster Hunter Tri.)
- Peach, Mario en Toad (Januari 2013. Ze werden samen tegelijk uitgebracht en ze lijken op de Nintendo figuren waar ze naar vernoemd zijn. Deze waren niet verkrijgbaar in winkels, maar waren prijzen die deelnemers konden winnen als zij twee geselecteerde 3DS spellen hadden geregistreerd op een Club Nintendo account. Er zijn 3000 van gemaakt.)
- Metal Gear Solid (Bij de release van Metal Gear Solid: The Snake Eater 3D werd deze uitgeloot in Japan, bij een Konami Store.)
- Kingdom Hearts Dream Drop Distance (Deze waren alleen verkrijgbaar in Japan, bij de release van Kingdom Hearts: Dream Drop Distance.)
- Fire Emblem Awakening
- Dragon Quest: Monsters
- Monster Hunter 4 (februari 2011, alleen in Japan.)

## Andere modellen

### Nintendo 3DS XL
In juni 2012 werd de Nintendo 3DS XL aangekondigd. Het scherm van de Nintendo 3DS XL is 90% groter dan het scherm van de Nintendo 3DS en werd op 28 juli 2012 gelanceerd. De batterij gaat nu maximaal 6 uur en 30 minuten mee, vergeleken met 5 uur op de originele 3DS-console. Deze Console is veel afgeronder dan de gewone Nintendo 3DS. De hoeken zijn ronden en de knoppen zijn beter geïntegreerd in de console. Deze ligt dan ook veel handiger in je hand.
De 3DS XL is verkrijgbaar in verschillende kleuren, het aanbod varieert wereldwijd:
- Rood met zwart (bij lancering)
- Blauw met zwart (bij lancering)
- Zilver met zwart (bij lancering)
- IJswit (bij lancering)
- Zwart (11/2012)
- Lichtroze met wit (09/2012)
- Mintgroen met wit (04/2013)
- Felroze (05/2013)
- Oranje met zwart (11/2013)
- Turquoise met zwart (11/2013)

Daarnaast is er ook nog een Pikachu Edition, Pokémon X & Y Editions, een Animal Crossing Edition en een Zelda Edition beschikbaar. De eerste is aan de buitenkant geel met een afbeelding van Pikachu, aan de binnenzijde is de handheld wit. De tweede editie bestaat uit een Xerneas Red (rood) en Yveltal Blue (blauw) versie. Op beide versies zijn Xerneas en Yveltal aan buitenkant onderop afgebeeld. De derde is volledig wit en heeft aan de buitenkant een motief met gele huisjes, groene blaadjes en rode appels. De laatste is zwart en goud aan de buitenkant met de bekende Triforce op de boven- en onderzijde. Bij de drie edities is een spel inbegrepen.
Meer gelimiteerde oplages:
- Culdcept
- Super Mario Bros. 2 Pack
- Super Robot Taisen UX
- Fire Emblem: Awakening
- Tomodachi Collection
- Shin Megami Tensei IV
- The Year of Luigi
- Disney Magic Castle: My Happy Life
- Monster Hunter 4 Felyne White
- Monster Hunter 4 Gore Magala Black
- Monster Hunter 4 Rajang Gold
- Charizard
- Eevee
- Pokémon X and Y-Premium Gold
- One Piece: Unlimited World: Red-Chopper Pink
- One Piece: Unlimited World: Red-Luffy Red
- Dragon Quest Monsters 2: Iru and Luca’s Marvelous Mysterious Key
- Mario & Luigi: Dream Team
- New LovePlus+ Rinko Deluxe
- New LovePlus+ Manaka Deluxe
- New LovePlus+ Nene Deluxe
- Theatrhythm Final Fantasy: Curtain Call
- Yoshi
- Persona Q: Shadow Of The Labyrinth
- Pokémon Battle Trozei *wit*
- Pokémon Battle Trozei *zwart*
- Pokémon Cocoon of Destruction

### Nintendo 2DS
Op 28 augustus 2013 kondigde Nintendo geheel onverwacht de Nintendo 2DS aan. De handheld heeft een veranderd design, kan niet meer dichtgeklapt worden en ondersteunt geen 3D-beelden. Alle Nintendo DS- en Nintendo 3DS-games zijn echter compatibel. De handheld heeft een lagere prijs dan de Nintendo 3DS, dit komt mede doordat de twee schermen uit één stuk zijn gemaakt en één groot scherm vormen. De draagbare spelcomputer kwam uit op 12 oktober 2013.

### New Nintendo 3DS en 3DS XL
Eind augustus 2014 kondigde Nintendo twee nieuwe varianten aan: New 3DS en New 3DS XL (LL in Japan). Voornaamste kenmerken van deze handhelds zijn: een aanvullend pookje genaamd de C-stick, dat een grote gelijkenis met een trackpoint vertoont, bedoeld om de in-game-camera tijdens het gamen mee te bedienen; twee extra schouderknoppen en een scherm dat van meerdere richtingen 3D kan weergeven. De New 3DS kent ten opzichte van New 3DS XL een kleiner scherm en een kortere batterijduur. Het New 3DS XL-scherm is net zo groot als dat van de 3DS XL.
In Europa verscheen de New 3DS in februari 2015.

### New Nintendo 2DS XL
Eind april 2017 werd de Nintendo 2DS XL aangekondigd door Nintendo.
De New Nintendo 2DS XL is gelijk aan de New Nintendo 3DS XL met uitzondering van het 3D-scherm.
In Europa verscheen de New Nintendo 2DS XL op 28 juli 2017.